# Parchymiw
Parchymiw (ukr. Пархимів) – wieś na Ukrainie, w obwodzie czernihowskim, w rejonie czernihowskim. W 2001 liczyła 473 mieszkańców, spośród których 468 wskazało jako ojczysty język ukraiński, a 5 rosyjski.